# 通奉大夫
通奉大夫為中國宋代、明代及清代官職，以清朝為例，通奉大夫職階為從二品散官。
屬於散官無正式職務的此官位，後來也常做來額外敕封行政官員；例如《蒋氏族谱》记载，在1875年(光緒元年)12月，甘肃西宁府丹噶尔抚边同知，调署西宁县知县，特授新疆哈密通判蔣順章即獲得了此敕授。